# The Other Guys
The Other Guys is een komediefilm uit 2010 die is geregisseerd door Adam McKay. De hoofdrollen zijn voor Will Ferrell en Mark Wahlberg, en bijrollen voor Dwayne Johnson, Samuel L. Jackson, Michael Keaton, Eva Mendes, Steve Coogan en Ray Stevenson. De film werd uitgebracht op 6 augustus 2010. The Other Guys is de vierde samenwerking tussen regisseur Adam McKay en hoofdrolspeler Will Ferrell, na Anchorman (2004), Talladega Nights (2006) en Step Brothers (2008).
De voice-over is van Ice-T.

## Verhaal
Multi-miljardair David Ershon wordt onderzocht door detective Allen Gamble omdat er problemen met zijn vergunningen zijn. Tijdens de arrestatie die Gamble samen met detective Terry Hoitz uitvoert, slaan de twee een flater omdat de politie bang is dat Ershon ontvoerd wordt. Gamble is er echter van overtuigd dat Ershon crimineel is en financiële problemen van zijn bedrijf probeert te verdoezelen.

## Rolverdeling
- Will Ferrell als Detective Allen Gamble
- Mark Wahlberg als Detective Terry Hoitz
- Eva Mendes als Dr. Sheila Ramos Gamble
- Dwayne Johnson als Detective Christopher Danson
- Samuel L. Jackson als Detective PK Highsmith
- Michael Keaton als Captain Gene Mauch
- Steve Coogan als Sir David Ershon
- Ray Stevenson als Roger Wesley
- Rob Riggle als Detective Evan Martin
- Damon Wayans, Jr. als Detective Fosse
- Michael Delaney als Bob Littleford
- Zach Woods als Douglals
- Lindsay Sloane als Francine
- Rob Huebel als Officer Watts
- Bobby Cannavale als Jimmy
- Andy Buckley als Don Beaman
- Adam McKay als Dirty Mike
- Oliver Wood als Captain Salty
- Brooke Shields als zichzelf (Cameo)
- Rosie Perez als zichzelf (Cameo)
- Derek Jeter als zichzelf (Cameo) en Bum in Nathan's
- Tracy Morgan als zichzelf (niet in aftiteling)
- Ice-T als voice-over (niet in aftiteling)
- Anne Heche als Pamela Boardman (niet in aftiteling)
- Chris Gethard als Clerk